# Bactrocera aculeus
Bactrocera aculeus
 es una especie de díptero que Hardy describió por primera vez en 1973. Bactrocera aculeus pertenece al género Bactrocera de la familia Tephritidae. Esta especie como plaga agrícola ha sido atacada por los agricultores en Tailandia.